# Antonio Bergamaschi
Antonio Bergamaschi (Fiorenzuola, 16 gennaio 1894 – Pennabilli, 17 aprile 1966) è stato un vescovo cattolico italiano.

## Biografia
Nacque a Fiorenzuola, in provincia e diocesi di Piacenza, il 16 gennaio 1894, sesto di otto figli.

### Formazione e ministero sacerdotale
Nel 1905 si iscrisse al seminario vescovile di Piacenza, dove compì l'iter formativo in preparazione al sacerdozio dalla prima ginnasio al quarto anno di teologia.
Il 25 luglio 1917 fu ordinato presbitero dal vescovo di Piacenza Giovanni Maria Pellizzari.
Dopo l'ordinazione ricoprì l'incarico di parroco in due frazioni di Coli: ad Aglio, dal 1917 al 1926, e a Perino, dal 1926 al 1935; in quell'anno fu trasferito a Caorso, dove rimase fino alla nomina episcopale, come arciprete e vicario foraneo. Nel 1940 fu nominato, per un anno, rettore del seminario vescovile di Bedonia.

### Ministero episcopale
Il 12 dicembre 1949 papa Pio XII lo nominò vescovo di Montefeltro; succedette a Vittorio De Zanche, precedentemente nominato vescovo di Concordia. Il 22 gennaio 1950 ricevette l'ordinazione episcopale, nella cattedrale di Piacenza, dal cardinale Adeodato Piazza, segretario della Sacra congregazione concistoriale, co-consacranti gli arcivescovi Ersilio Menzani, vescovo di Piacenza, e Umberto Malchiodi, vescovo coadiutore di Piacenza, e il vescovo di Viterbo Adelchi Albanesi. Il 16 aprile seguente, domenica in albis, prese possesso della diocesi.
Il 17 aprile 1966 fu colpito da un malore mentre celebrava la messa nella cattedrale di Pennabilli. Trasportato nella sua abitazione presso il palazzo vescovile, morì la sera di quello stesso giorno, all'età di 72 anni. Dopo le esequie, celebrate il 19 aprile dall'arcivescovo metropolita di Urbino Anacleto Cazzaniga, nella cattedrale di Pennabilli, fu sepolto nella cripta dello stesso edificio.

## Genealogia episcopale
La genealogia episcopale è:
- Cardinale Scipione Rebiba
- Cardinale Giulio Antonio Santori
- Cardinale Girolamo Bernerio, O.P.
- Arcivescovo Galeazzo Sanvitale
- Cardinale Ludovico Ludovisi
- Cardinale Luigi Caetani
- Cardinale Ulderico Carpegna
- Cardinale Paluzzo Paluzzi Altieri degli Albertoni
- Papa Benedetto XIII
- Papa Benedetto XIV
- Cardinale Enrico Enriquez
- Arcivescovo Manuel Quintano Bonifaz
- Cardinale Buenaventura Córdoba Espinosa de la Cerda
- Cardinale Giuseppe Maria Doria Pamphilj
- Papa Pio VIII
- Papa Pio IX
- Cardinale Alessandro Franchi
- Cardinale Giovanni Simeoni
- Cardinale Antonio Agliardi
- Cardinale Basilio Pompilj
- Cardinale Adeodato Piazza, O.C.D.
- Vescovo Antonio Bergamaschi